# Carl-Fredrik Palmstierna

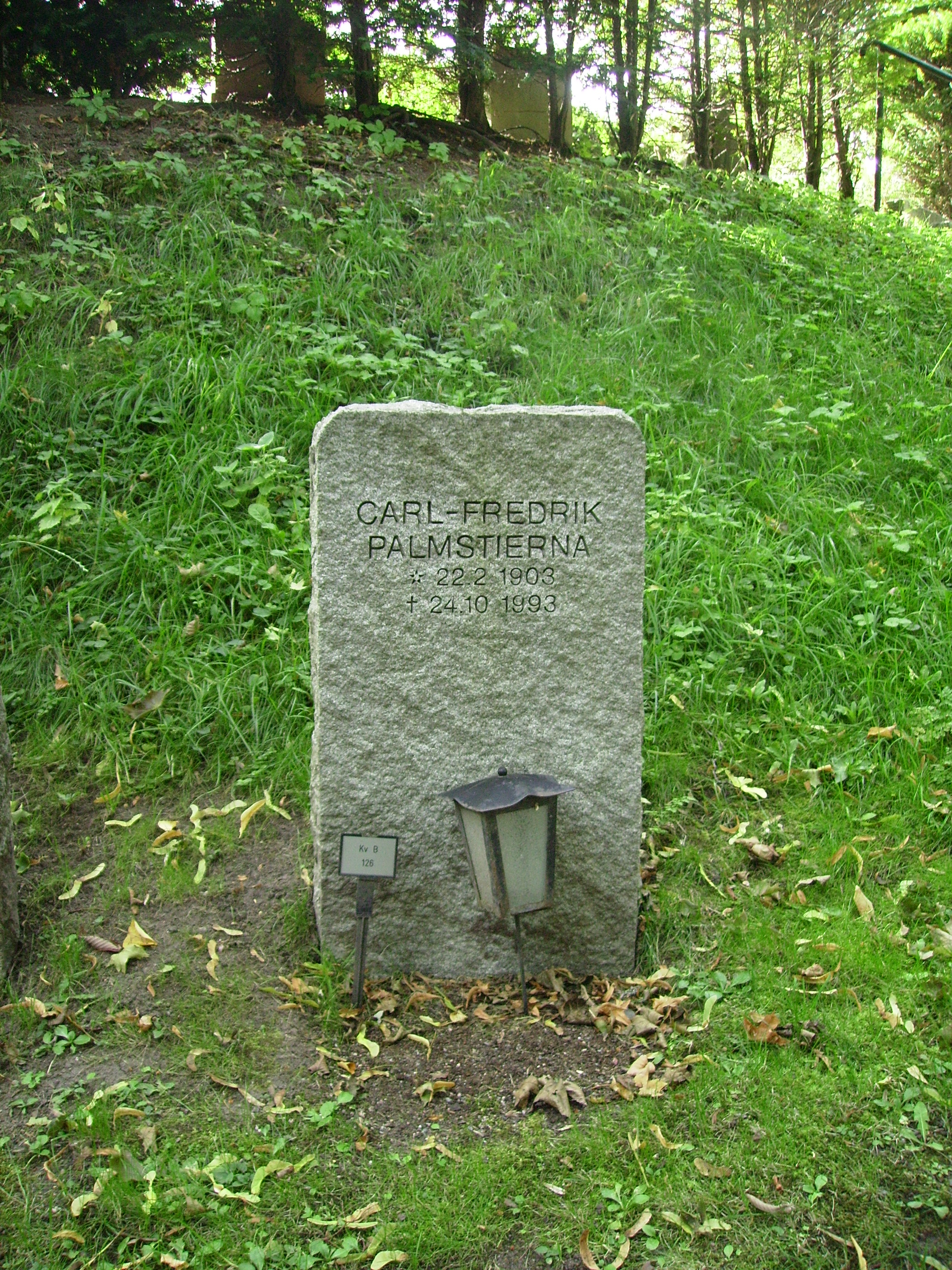
Carl-Fredrik Palmstiernas gravvård på Galärvarvskyrkogården i Stockholm.

Bo Carl-Fredrik Kule Palmstierna, född 22 februari 1903 i Karlskrona amiralitetsförsamling, Blekinge län, död 24 oktober 1993 i Hedvig Eleonora församling, Stockholms län, var en svensk friherre, historiker, kulturhistoriker och hovman. Han var den siste som bar titeln kunglig handsekreterare.

## Biografi
Carl-Fredrik Palmstierna var son till utrikesministern Erik Palmstierna och Ebba Carlheim-Gyllenskiöld. Han studerade vid Uppsala universitet, blev fil.kand. 1926, vid Stockholms högskola, blev fil. lic. 1930 och fil. dr i historia 1932, samt vid London School of Economics. Hans gradualavhandling behandlade Sverige, Ryssland och England 1833–1855. 1938 blev han förste amanuens vid Riksarkivet.
Under andra världskriget deltog Palmstierna i den svenska frivilligkåren i Finland. Tillsammans med Alma Söderhjelm gav han 1944 ut en biografi över Oscar I. Nästa utgivningsprojekt rörde den egna familjen och systern Margareta de Seynes, född Palmstierna, som var född 1905 i Stockholm men bosatt i Frankrike efter sitt giftermål med den franske aristokraten François de Seynes de Larlenque. Hon avled 1942 och 1945 utgavs hennes korrespondens från perioden 1921–1942 i urval av brodern under titeln Lågande längtan bara...; nya utgåvor följde 1951 och 1969.
Palmstierna efterträdde 1951 professor Erik Sjöqvist som Konung Gustaf VI Adolfs handsekreterare med ansvar för kungens privata bibliotek. Han efterträddes vid hovet 1975 av Jan Mårtenson, som dock fick en annan tjänst och titel.
1955 gav han ut Mon cher ami, en brevväxling mellan Marie-Louise av Österrike och Napoleon I 1813–1815 i egen översättning med kommentarer, och 1959 Öst Västlig Diwan av Johann Wolfgang von Goethe, i egen tolkning och med kommentarer. Han publicerade även vetenskapliga artiklar i historia och konsthistoria, medverkade i Bonniers världshistoria, Svenskt biografiskt lexikon, Personhistorisk tidskrift och Nordisk familjebok. 
Han var från 1959 gift med hovmarskalken Elisabeth Palmstierna (1917–2013), dotter till hovmarskalken Wilhelm Tham och grevinnan Margareta Hamilton (släkten Hamilton).